# Yuki Shigeno
Yuki Shigeno (japanisch 重野 由紀 Shigeno Yuki; * 18. Dezember 1965 in Niigata) ist eine japanische Go-Spielerin. Sie studierte bei Toshihiro Shimamura (9-Dan) und ist Mitglied des Nihon Ki-in, wo sie Profi 2-Dan ist. Sie setzte sich aktiv für die Förderung des Go in Europa ein und war Generalsekretärin der International Go Federation.

## Karriere
Geboren in Niigata, Japan, lernte sie Go im Alter von 10 Jahren, wurde 1978 Schülerin des Nihon Ki-in, 1986 1-Dan, 1993 Hörerin der NHK-Sendung "Go Koza", 1994 2-Dan, lebte 1997 in Mailand, Italien, um Go-Aktivitäten in Europa zu fördern, und veröffentlichte "Yuki's Italian Diary". Seit der Mai-Ausgabe von Kidō schrieb sie auch 'Yuki's Italy Diary' als Serie. Von Italien aus war sie in der Slowakei, in Indien, in der Türkei, in der Schweiz, in Österreich, in Ungarn, in Deutschland, in der Tschechischen Republik, in den USA, in Spanien und in anderen Ländern aktiv, um auf Go-Kongressen, in Go-Clubs und in Schulen für Go zu werben und eine sehr erfolgreiche Kinderarbeit zu machen. Sie nutzte teilweise Atari-Go, um den üblichen Go-Unterricht zu bereichern. 
Ursprünglich war ihr Aufenthalt für ein Jahr geplant, aber ihre offizielle Amtszeit wurde verlängert, und mit Unterstützung der Japan Foundation reiste sie 1998 auch in die Ukraine und nach Osteuropa und besuchte über einen Zeitraum von drei Jahren etwa 20 Länder. Ihre Zeitschrift wurde ab November 1999 von Go World übernommen (bis Dezember 2002).
2000 heiratete Yuki in Mailand einen Italiener. Sie kehrte 2006 nach Japan zurück und wurde Generalsekretär des Internationalen Go-Verbandes.
2017 wurde sie Exekutivdirektor des Nihon Ki-in.